# Армения на «Евровидении-2017»
Армения приняла участие в Конкурсе песни Евровидение 2017. Арцвик, победившая в финале национального отбора Depi Evratesil (арм. Դեպի եվրատեսիլ) представила Армению на конкурсе песни Евровидение 2017, который проходил в Киеве (Украина). Арцвик прошла в финал и заняла 18-е место.

## Предыстория
Не считая конкурса 2017 года, Армения участвовала в Евровидении десять раз с момента своего дебюта в 2006 году. Самым лучшим результатом Армении в конкурсе было четвертое место, которое страна занимала дважды: в 2008 году с песней «Qélé, Qélé» в исполнении Сирушо и в 2014 году с песней «Not Alone» в исполнении Арама MP3. На данным момент Армения не смогла выйти в финал лишь однажды в 2011 году. Страна на короткое время покинула конкурс в 2012 году из-за давнего разлада с принимающей страной Азербайджаном. В 2016 году песня «LoveWave» в исполнении Иветы Мукучян заняла седьмое место в финале.
Армянский государственный телеканал, Общественное телевидение Армении (AMPTV), транслирует мероприятие в Армении и организует процесс отбора для участников от страны. AMPTV подтвердило свои намерения участвовать в Евровидении-2017 30 июня 2016 года. В прошлом Армения использовала различные способы для отбора заявок на конкурс, например, финальное телевизионное шоу национального отбора в прямом эфире, где выбирается исполнитель, песня или и то и другое. Однако проводились и внутренние отборы. Три года подряд AMPTV выбирало исполнителя и песню внутренне, но в 2017 году компания объявил, что для выбора исполнителя на нынешний конкурс будет проведет национальный отбор.

## До Евровидения

### Depi Evratesil
Depi Evratesil (рус. Навстречу Евровидению) — это национальный отбор, организованный AMPTV для выбора исполнителя, который будет представлять Армению на Конкурсе песни Евровидении 2017. Все шоу конкурса транслируются телеканалом Армения 1.

#### Формат
Конкурс подразделяется на 4 этапа и, как ожидается, будет идти три месяца с октября по декабрь 2016 года. Победитель определится сочетанием голосов от жюри и зрительского SMS-голосования. Жюри состоит из шести бывших представителей Армении на Евровидении.
- Ивета Мукучан (2016)
- Есаи Алтунян[англ.] (2015)
- Арам Mp3 (2014)
- Инга Аршакян (2009 и 2015)
- Ануш Аршакян (2009)
- Айко (2007)

#### Соревнующиеся исполнители
Период подачи онлайн-заявок для заинтересованных исполнителей был открыт 6 июля 2016 года и продлился до 25 августа 2016 года. Требованием для кандидатов было достижение 16-летнего возраста, а также армянское гражданство или происхождение.

#### Команды
— Выбывание
| Жюри          | 24 лучших участника | 24 лучших участника | 24 лучших участника | 24 лучших участника |
| ------------- | ------------------- | ------------------- | ------------------- | ------------------- |
| Ануш Аршакян  | Степан Ованесян     | Марта               | Александр Плато     | Анна Седракян       |
| Айко          | Иджин               | Анна Даниелян       | Ева Канс            | Амалия Маргарян     |
| Ивета Мукучан | Кристина Мангасарян | Ваге Алексанян      | Асмик Широян        | Сона Дуноян         |
| Арам Mp3      | Люси                | Саро Геворкян       | Джуджо              | Лилит арутюнян      |
| Инга Аршакян  | Сюзанна Мелконян    | Геворг Арутюнян     | Карина Арутюнян     | Наринэ Джинанян     |
| Ессаи Алтунян | Опера Вива          | Арцвик              | Only Girls          | Мариса              |

#### Первый этап: Прослушивания
Прослушивания для конкурсантов проводились в сентябре и транслировались в течение 3 недель с 1 октября. Более сотни кандидатов подали заявки из США, Франции, Испании, России, Украины, Грузии, Узбекистана, Ливана и, конечно, Армении, но только 80 из них были отобраны для участия в телевизионной борьбе. Во время прослушивания у каждого участника было всего 2 минуты, чтобы выступить и убедить судей, что его должны выбрать в качестве представителя Армении на предстоящем Конкурсе песни Евровидение. Члены жюри должны были сосредоточиться на вокальных способностях исполнителя(ей), выступлении на сцене и общем впечатлении от увиденного. Если им нравилось выступление, они нажимали на кнопки, находящиеся перед ними. Участникам разрешалось продолжить борьбу в следующих этапах, только если свои кнопки нажимали больше 3-х судей.

#### Второй этап: Судейский отбор
Второй этап проекта стартовал 22 октября. Во время этого раунда борьбу продолжают только 37 конкурсантов. Теперь в борьбу вступают и 6 судей, выбирая исполнителей для своих команд, чтобы помочь им победить в «Depi Evratesil». Судьи могут нажать свои кнопки в течение последних десяти секунд каждого выступления. Тот, кто первым из судей нажмет на кнопку, забирает исполнителя себе, при этом у каждого судьи в команде должно быть 4 участника. Если никто из судей не нажмёт кнопку, конкурсант выбывает из соревнования.

##### День 1 (22 октября)
В первый день выступили девять участников.
| Исполнитель         | Страна  | Песня                                  | Осталось секунд | Выбравший судья |
| ------------------- | ------- | -------------------------------------- | --------------- | --------------- |
| Вероника Григорян   | Армения | «Ријека без имена» («Безымянная река») | Выбывание       | —               |
| Люси                | Армения | «Mercy» («Пощади»)                     | 10              | Арам Mp3        |
| Иджин               | Россия  | «Sledgehammer» («Кувалда»)             | 9               | Айко            |
| Сюзанна Мелконян    | Армения | «The Power of Love» («Сила любви»)     | 9               | Инга            |
| Опера Вива          | Армения | «Nessun dorma» («Никто не спит»)       | 10              | Ессаи           |
| Мери Мгерян         | Армения | «One Night Only» («Только одна ночь»)  | Выбывание       | —               |
| Кристина Мангасарян | Армения | «Try» («Пытаться»)                     | 10              | Ивета           |
| Саро Геворкян       | Армения | «Bang Bang» («Ба-бах»)                 | 10              | Арам Mp3        |
| Роб Авалян          | Россия  | «Γειά σου Μαρία» («Привет, Мария»)     | Выбывание       | —               |

##### День 2 (29 октября)
Во второй день выступили девять участников.
| Исполнитель      | Страна  | Песня                                          |           | Выбравший судья |
| ---------------- | ------- | ---------------------------------------------- | --------- | --------------- |
| Ваге Алексанян   | Армения | «Tonight Again» («Повторить сегодняшний день») | 10        | Ивета           |
| Пайла Кеворкян   | США     | «Too Close» («Слишком близко»)                 | Выбывание | —               |
| Мариса           | Армения | «Sweet People» («Люди добрые»)                 | Выбывание | —               |
| Джуджо           | Армения | «Virtual Insanity» («Виртуальное безумие»)     | 9         | Арам Mp3        |
| Альберт Казарян  | Армения | «Pero Te Extraño» («Мне тебя не хватает»)      | Выбывание | —               |
| Степан Ованесян  | Армения | «Mamma Knows Best» («Мама лучше знает»)        | 10        | Ануш            |
| Арцвик           | Россия  | «Sweet Dreams» («Сладкие сны»)                 | 10        | Ессаи           |
| Арменуи Гаспарян | Армения | «Feeling Good» («Чувствую себя чудесно»)       | Выбывание | —               |
| Анна Даниелян    | Армения | «Dancing On My Own» («Танцую в одиночестве»)   | 2         | Айко            |

- Примечание 1: Согласно правилам в группе у каждого из 6 судей должно быть по 4 участника, однако по окончании второго этапа конкурса у Ессаи было лишь 3 исполнителя, поэтому ему выпал шанс выбрать последнего члена своей команды из числа выбывших конкурсантов. В результате в качестве 4-го члена команды Ессаи была выбрана Мариса.

##### День 3 (5 ноября)
В третий день выступили десять участников
| Исполнитель       | Страна  | Песня                                                    | Осталось секунд | Выбравший судья |
| ----------------- | ------- | -------------------------------------------------------- | --------------- | --------------- |
| Мариам Евриян     | США     | «Beggin» («Молю»)                                        | Выбывание       | —               |
| Лилит Арутюнян    | Россия  | «All of Me» («Всего себя»)                               | 10              | Арам Mp3        |
| Марта             | Армения | «How Deep Is Your Love» («Насколько сильна твоя любовь») | 9               | Ануш            |
| Диана Адамян      | НКР     | «Bang Bang» («Ба-бах»)                                   | Выбывание       | —               |
| Кристина Аветисян | Армения | «Hit the Road Jack» («Проваливай, Джек»)                 | Выбывание       | —               |
| Александр Плато   | Армения | «Monologue» («Монолог»)                                  | 10              | Ануш            |
| Анна Седракян     | Армения | «Wicked Game» («Злая игра»)                              | 8               | Ануш            |
| Диана Диковски    | Россия  | «Georgia on My Mind» («Думаю о Джорджии»)                | Выбывание       | —               |
| Артур Абгар       | Испания | «Te quiero, te quiero» («Люблю тебя, люблю тебя»)        | Выбывание       | —               |
| Асмик Широян      | Украина | «Dziwny jest ten świat» («Странная штука, этот мир»)     | 10              | Ивета           |

##### День 4 (12 ноября)
В четвёртый день выступили девять участников.
| Исполнитель     | Страна  | Песня                                             | Осталось секунд | Выбравший судья |
| Only Girls      | Армения | «Кукушка»                                         | 10              | Ессаи           |
| Сона Дуноян     | Армения | «Sorry» («Прости»)                                | 6               | Ивета           |
| Геворг Арутюнян | Армения | «It’s a Man’s Man’s Man’s World» («Мир мужчин»)   | 7               | Инга            |
| Аксель Давеян   | Армения | «Feeling Good» («Чувствую себя чудесно»)          | Выбывание       | —               |
| Карине Арутюнян | Грузия  | «Listen» («Послушай»)                             | 10              | Инга            |
| Земфира Фридон  | Россия  | «Simply the Best» («Просто лучший»)               | Выбывание       | —               |
| Ева Канс        | Армения | «We Are the World» («Мы — мир»)                   | 9               | Айко            |
| Амалия Маргарян | Армения | «The Show Must Go On» («Шоу должно продолжаться») | 9               | Айко            |
| Наринэ Джинанян | Россия  | «Love On Top» («Любовь превыше всего»)            | 10              | Инга            |

#### Третий этап: Один из двух
Третий этап проекта начался 19 ноября. В течение этого раунда лишь 24 участника продолжат борьбу. В этом раунде по двое представителей в каждой из 6-ти команд соревнуются друг с другом за возможность продолжить участие в конкурсе. Один остается, другой — выбывает. 5 судей в праве отдать 1 очко за понравившегося артиста и после оглашения результата 6-й судья, команда которого выступала, отдает свои 3 очка.

##### День 5 (19 ноября)
Во время 5-го дня конкурса выступили 12 участников: по одной паре от каждой команды. Лишь 6 исполнителей получили шанс продолжить борьбу.
| Порядок | Член жюри | Исполнитель         | Песня                                                         | Голосование жюри | Голосование жюри | Голосование жюри | Голосование жюри | Голосование жюри | Голосование жюри | Итого голосов |
| Порядок | Член жюри | Исполнитель         | Песня                                                         | Ануш             | Айко             | Ивета            | Арам Mp3         | Инга             | Ессаи            | Итого голосов |
| ------- | --------- | ------------------- | ------------------------------------------------------------- | ---------------- | ---------------- | ---------------- | ---------------- | ---------------- | ---------------- | ------------- |
| 1       | Арам Mp3  | Саро Геворкян       | «Cheating» («Обман»)                                          |                  |                  |                  | ✔                |                  |                  | 3             |
| 1       | Арам Mp3  | Люси                | «Euphoria» («Эйфория»)                                        | ✔                | ✔                | ✔                |                  | ✔                | ✔                | 5             |
| 2       | Инга      | Карина Арутюнян     | «Think» («Подумай»)                                           | ✔                |                  |                  |                  |                  |                  | 1             |
| 2       | Инга      | Геворг Арутюнян     | «I Am Alive» («Я жив»)                                        |                  | ✔                | ✔                | ✔                | ✔                | ✔                | 7             |
| 3       | Айко      | Амалия Маргарян     | «Jason’s Song (Gave It Away)» («Песня Джейсона (Всё отдала)») |                  |                  |                  |                  |                  | ✔                | 1             |
| 3       | Айко      | Анна Даниелян       | «I See Fire» («Я вижу огонь»)                                 | ✔                | ✔                | ✔                | ✔                | ✔                |                  | 7             |
| 4       | Ануш      | Марта               | «Back in the Day (Puff)» («Давно»)                            | ✔                | ✔                |                  | ✔                | ✔                | ✔                | 7             |
| 4       | Ануш      | Степан Ованесян     | «Say Something» («Скажи что-нибудь»)                          |                  |                  | ✔                |                  |                  |                  | 1             |
| 5       | Ессаи     | Only Girls          | «Արշալույս էր» (Arshaluys er) («Это был восход»)              |                  |                  |                  |                  |                  |                  | 0             |
| 5       | Ессаи     | Арцвик              | «If I Ain’t Got You» ( «Если ты не со мной»)                  | ✔                | ✔                | ✔                | ✔                | ✔                | ✔                | 8             |
| 6       | Ивета     | Кристина Мангасарян | «I Put a Spell on You» («На тебе моё заклятие»)               | ✔                |                  |                  |                  |                  | ✔                | 2             |
| 6       | Ивета     | Асмик Широян        | «Sweet Lovin» («Нежная любовь»)                               |                  | ✔                | ✔                | ✔                | ✔                |                  | 6             |

## На Евровидении
Конкурс песни Евровидение 2017 пройдёт в Международном выставочном центре в Киеве, Украина, и будут состоять их двух полуфиналов 9-го и 11 мая и финала 13 мая 2017 года. Согласно правилам Евровидения все страны, за исключением принимающей страны и стран «большой пятерки» (Франция, Германия, Италия, Испания и Великобритания), должны пройти квалификацию в одном из двух полуфиналов, чтобы соревноваться в финале; в финал попадают десять лучших стран из каждого полуфинала.